# Tõõraste
Tõõraste is een plaats in de Estlandse gemeente Kastre, provincie Tartumaa. De plaats heeft de status van dorp (Estisch: küla) en telt 58 inwoners (2021).
Het dorp lag tot in oktober 2017 in de gemeente Haaslava. In die maand werd Haaslava bij de nieuwe fusiegemeente Kastre gevoegd.
Het station van Reola aan de spoorlijn Tartu - Petsjory ligt op het grondgebied van Tõõraste.
Tõõraste werd in 1471 voor het eerst genoemd onder de naam Toris. Het dorp behoorde tot het landgoed van Vana-Kuuste.

## Foto's

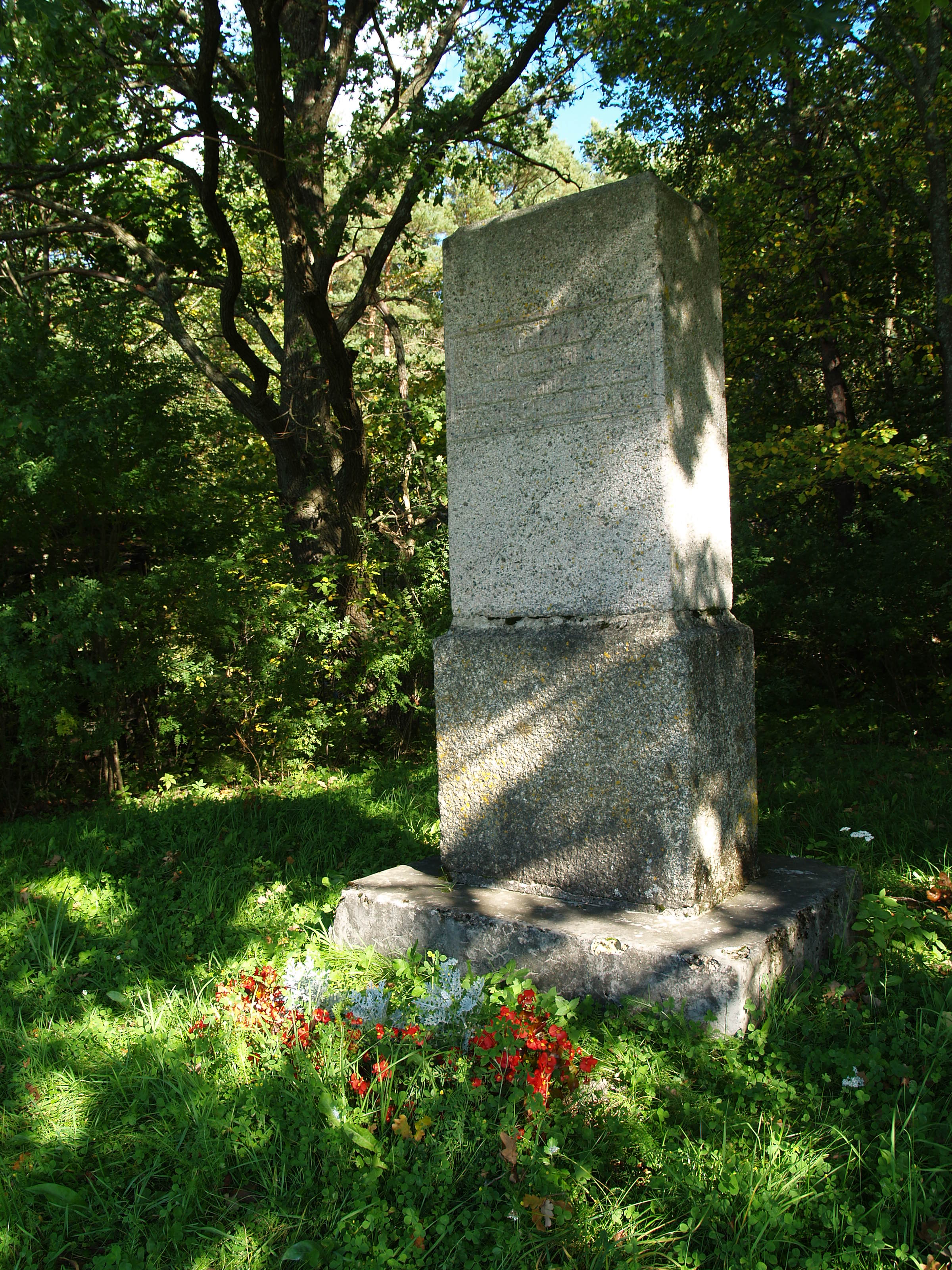
Monument voor de Estische Onafhankelijk-heidsoorlog. Het monument staat op de grens van de gemeenten Kambja en Kastre
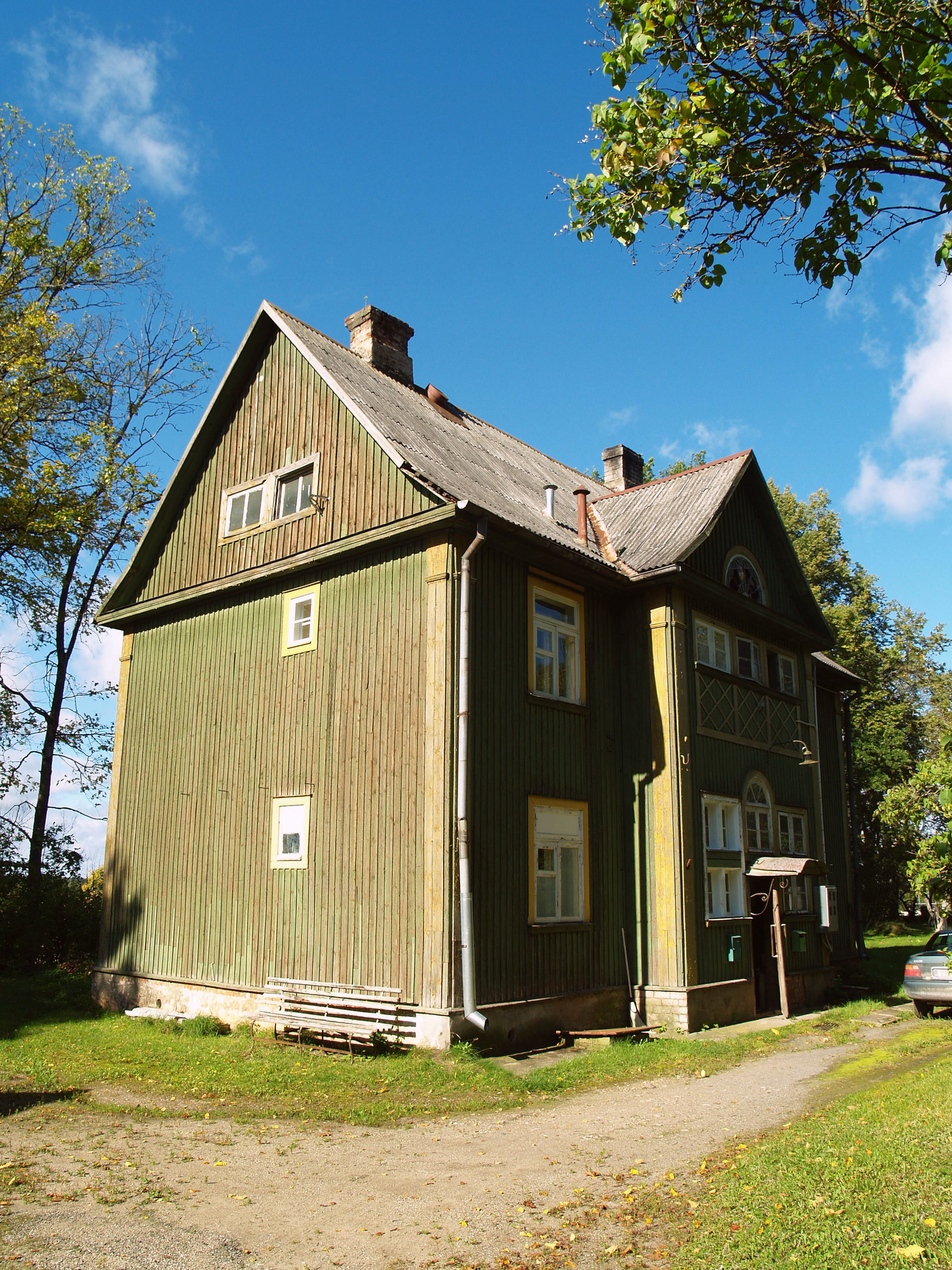
Huis in Tõõraste, ontworpen door de architect Leon Johanson
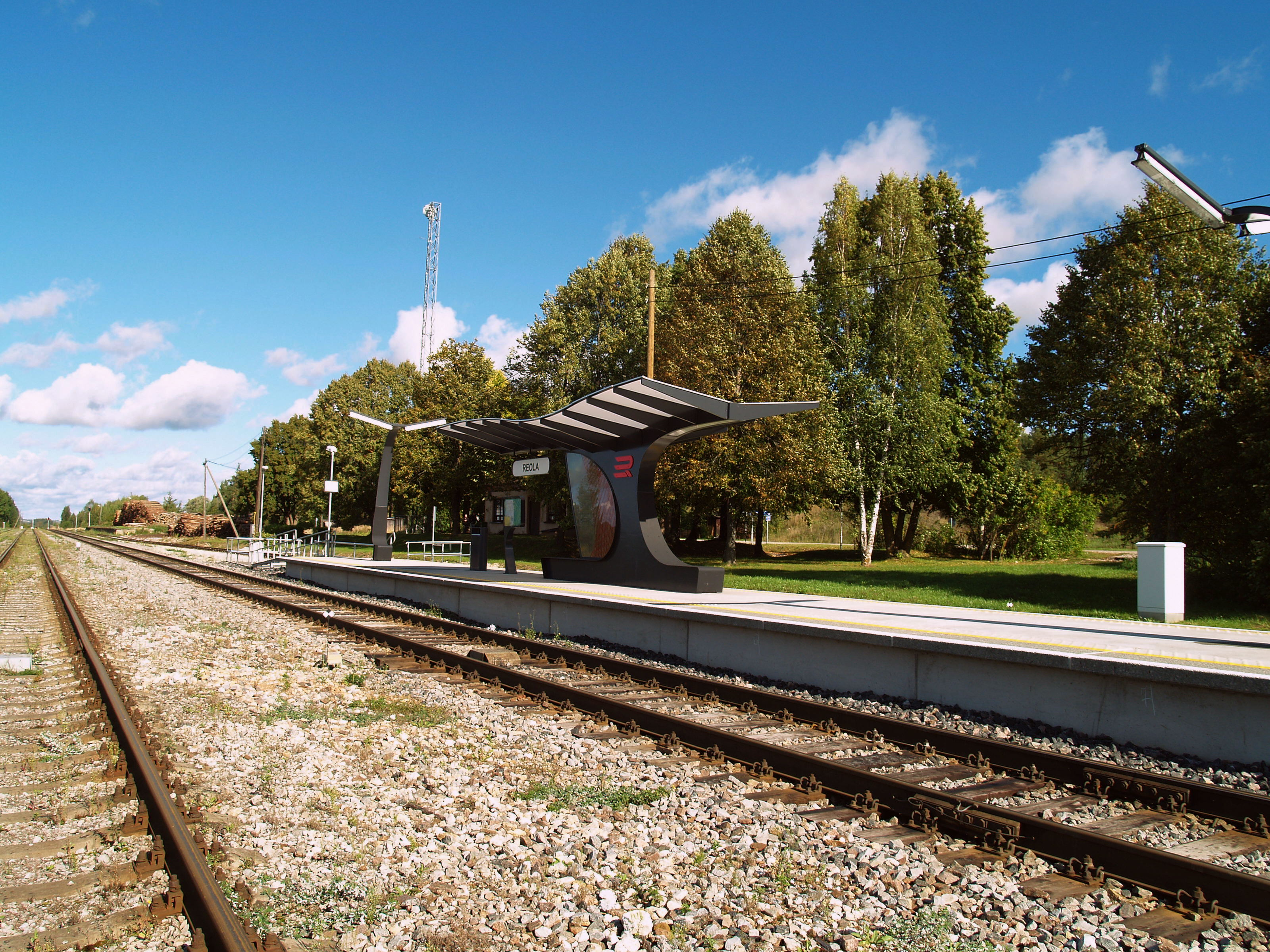
Het station van Reola
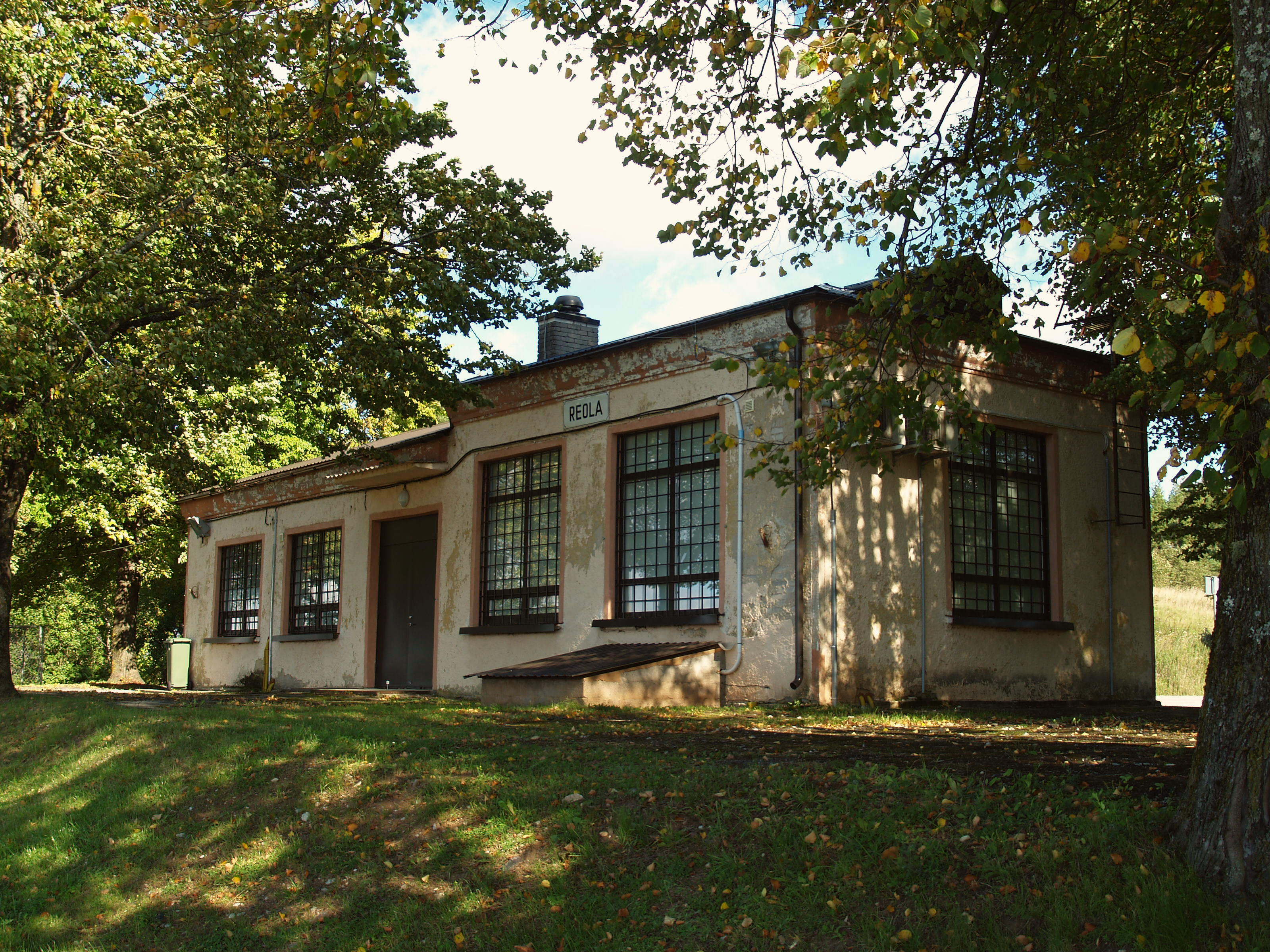
Stationsgebouw